# Реакция Сакагучи
Реакция Сакагучи — химическая реакция, используемая для определения присутствия аргинина в белках. Названа в честь японского ученого-пищевика и химика-органика Сёё Сакагути (1900-1995), который описал эту реакцию в 1925 году. Реагент Сакагучи, используемый в тесте, состоит из 1-нафтола и капли гипобромита натрия. Гуанидино (–С-группа в аргинине вступает в реакцию с реагентом Сакагучи с образованием комплекса красного цвета.